# سيدار بوينت (مدينة ترفيهية)
سيدار بوينت هي مدينة ترفيهية تقع في ساندوسكي،أوهايو على ضفاف بحيرة إري،تم افتتاح المدينة في 1870 وهي بذلك ثاني أقدم مدينة ترفيهية في الولايات المتحدة.